# Альфред Вебстер Ентоні
Альфред Вебстер Ентоні (англ. Alfred Webster Anthony, нар. 25 грудня 1865 в окрузі Каюга штату Нью-Йорк  — 14 травня 1939 в Сан-Дієго) — американський колекціонер і орнітолог, батько H. E. Anthony.

## Біографія
Його основною зацікавленістю були птахи. Був президентом Одюбонівського товариства (американська некомерційна екологічна організація) в Портленді в 1904 році. Він збирав птахів протягом багатьох років у Чуалатін Валлі (передмістя Портленда, штат Орегон), його зразки в наш час[коли?] в Музеї Карнегі в Піттсбурзі, штат Пенсільванія. Однак, він також збирав ссавців, і ця колекція знаходиться в Американському музеї природної історії і в Музей природної історії в Сан-Дієго. Його колекції також включали рептилій, безхребетних, рослини й мінерали.

## Публікації
- Field Notes on the Birds of Washington County, Oregon. (1886)